# Zombie EP
Zombie EP é o primeiro EP da banda americana de metalcore The Devil Wears Prada, lançado em 24 de agosto de 2010 pela Ferret Music.

## Lista de faixas
| N.º            | Título         | Duração |  |
| 1.             | "Escape"       | 4:35    |  |
| 2.             | "Anatomy"      | 3:42    |  |
| 3.             | "Outnumbered"  | 4:48    |  |
| 4.             | "Revive"       | 4:53    |  |
| 5.             | "Survivor"     | 4:32    |  |
| Duração total: | Duração total: | 22:19   |  |

## Recepção
Zombie EP foi recebido positivamente pela crítica. O EP estreou no nº 10 da Billboard 200 e no nº 2 do Independent Albums.

### Desempenho nas paradas musicais
| Parada musical (2010)        | Posição |
| ---------------------------- | ------- |
| Billboard 200                | 10      |
| Billboard Independent Albums | 2       |
| Billboard Rock Albums        | 2       |
| Billboard Digital Albums     | 10      |